# Locher Kotten
Der Locher Kotten, teils auch Locherkotten oder Lochskotten genannt, war ein Schleifkotten im Solinger Stadtteil Wald an der Grenze zu Merscheid. 

## Geographie
Der Locher Kotten befand sich südwestlich des namensgebenden Ortes Loch am Ufer des Lochbachs. Das ursprüngliche Gebäude ist nicht mehr vorhanden, auf den Fundamenten entstand das Wohnhaus Lochbachstraße 15. Am Ufer des Lochbachs führt heute ein Waldweg entlang, der auch den ehemaligen Locher Kotten passiert. Weiter flussabwärts lag der Köllerskotten, flussaufwärts befindet sich der Locher Hammer. Auf dem südlich gelegenen Höhenrücken befinden sich außerdem die Orte Bäckershof, Limminghofen und Scheuren.

## Geschichte
Der Locher Kotten erscheint 1715 das erste Mal in der Karte Topographia Ducatus Montani, Blatt Amt Solingen, von Erich Philipp Ploennies, wo er bereits als Kotten verzeichnet ist. Er wurde 1772 als Schleifkotten am Lochweyer urkundlich erwähnt. Bei dem Gebäude handelte es sich um ein anderthalbgeschossiges Fachwerkgebäude mit Satteldach.:129–131 Die Topographische Aufnahme der Rheinlande von 1824 verzeichnet den Kotten ebenso wie die Preußische Uraufnahme von 1844 und die Topographische Karte des Regierungsbezirks Düsseldorf von 1871. Der Kotten gehörte zunächst zur Bürgermeisterei Merscheid innerhalb des preußischen Kreises Solingen, die 1856 zur Stadt erhoben und 1891 in Ohligs umbenannt wurde. Zum 30. August 1893 wurden im Einflussbereich des Lochbachtales Grenzkorrekturen zwischen Ohligs und Wald vorgenommen. So gelangte unter anderem der Locher Kotten unter die Verwaltung der benachbarten Bürgermeisterei Wald. 
Mit der Städtevereinigung zu Groß-Solingen im Jahre 1929 wurde der Locher Kotten ein Teil Solingens. Im Jahre 1954 beanspruchte die Stadt Solingen das Gelände, auf dem sich der Locher Kotten befand, für den Itterverband, den Vorläufer des Bergisch-Rheinischen Wasserverbandes. Dieser plante die Begradigung des Baches, außerdem war das Gelände als Hochwasser-Rückstaugebiet vorgesehen. Der Kotten wurde schließlich 1960/1961 abgerissen. Auf den Fundamenten des Kottens entstand das heutige Wohnhaus Lochbachstraße 15. Heute erinnert nur noch ein Straßenname auf der anderen Seite des Lochbachtals an den einstigen Kotten.